# El Cambio (Coahuila)
El Cambio es una localidad del estado mexicano de Coahuila. Es parte del municipio de Matamoros.

## Demografía
| Gráfica de evolución demográfica |
|                                  |

| Censo | Población |
| ----- | --------- |
| 1921  | 619       |
| 1930  | 1 016     |
| 1940  | 952       |
| 1950  | 1 186     |
| 1960  | 1 725     |
| 1970  | —         |
| 1980  | 2 264     |
| 1990  | 2 914     |
| 2000  | 3 273     |
| 2010  | 3 773     |
| 2020  | 3 960     |